# Sara La Kali
För andra betydelser, se Svarta Sara.

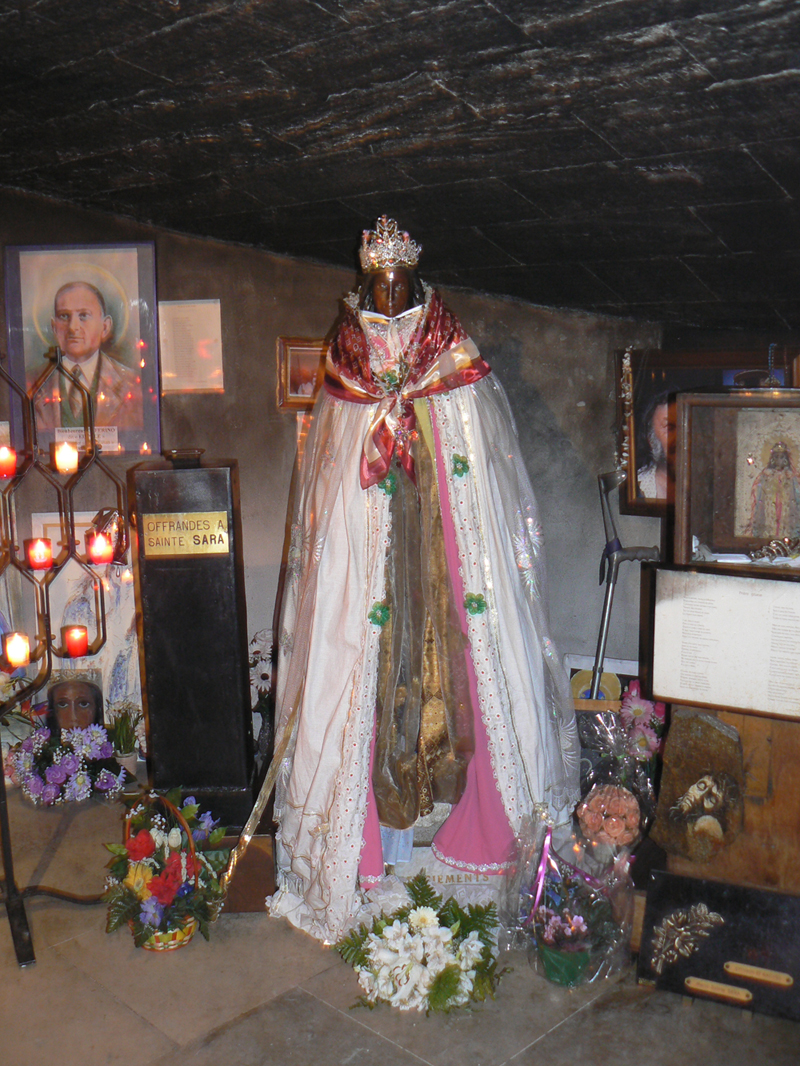
Staty som föreställer Sara La Kali i kyrkan i Saintes-Maries-de-la-Mer, dit romer vallfärdar för Sara La Kalis skull.

Sara La Kali  eller Svarta Sara (romani: Sara e Kali) är romernas skyddshelgon. Hon var enligt legenden en tjänsteflicka till de tre Mariorna som omkring år 42 skulle ha anlänt till sydfranska Saintes-Maries-de-la-Mer. Hon har inte erkänts som helgon av Katolska kyrkan, men troende firar henne den 24 maj.
Romerna håller kvarlevorna i en krypta i kyrkan Saintes-Maries-de-la-Mer på Île de la Camargue som hennes reliker. Fram till år 1912 ägde bara romer tillträde till kryptan. I kyrkan finns en staty av henne som årligen den 24 maj bärs ut i Medelhavet. 
Enligt legenden anlände Sara La Kali med Maria Magdalena, Marta, Maria Klopas, och Maria Salome samt Lasaros och Maximin, med båt till södra Gallien under de första förföljelserna mot de kristna, omkring år 42. De hamnade i den ort som numera bär de tre Mariornas namn, Saintes-Maries-de-la-Mer. Sara, som skulle ha varit från övre Egypten, var enligt en del legender Maria Kleofas tjänstekvinna.
Det första historiska belägget för Sara La Kali är av relativt sent datum. Hon nämns inte i anslutning till de tre Mariorna i till exempel Legenda Aurea, utan först i en bok av Vincent Philippon från 1521. Hon identifierades som Maria Magdalenas dotter med Jesus i den kontroversiella boken Holy Blood, Holy Grail. Riterna kring Sara La Kali har också jämförts med kulten av den indiska gudinnan Kali.